# Nesticus arganoi
Nesticus arganoi là một loài nhện trong họ Nesticidae.
Loài này thuộc chi Nesticus. Nesticus arganoi được Paolo Marcello Brignoli miêu tả năm 1972.